# Rameck
Rameck ist ein Gemeindeteil von Huglfing im oberbayerischen Landkreis Weilheim-Schongau. Der Weiler Rameck ist baulich mit Huglfing zusammengewachsen.

## Geschichte
Ab dem 14. Jahrhundert hatten die „Edlen von Ramung“ ein Schloss im heutigen Gemeindeteil Rameck. Das Geschlecht starb mit Johann Friedrich Morhart († 1668) aus.